# Saut à la perche masculin aux Jeux olympiques d'été de 1996
Navigation
Barcelone 1992 Sydney 2000
L'épreuve du saut à la perche masculin aux Jeux olympiques de 1996 s'est déroulée les 31 juillet et 2 août 1996 au Centennial Olympic Stadium d'Atlanta, aux États-Unis.  Elle est remportée par le Français Jean Galfione.

## Résultats

### Finale
| Rabg               | Athlète           | Pays           | 5,40 | 5,60 | 5,70 | 5,80 | 5,86 | 5,92 | 5,97 | 6,02 | Marque | Note |
| ------------------ | ----------------- | -------------- | ---- | ---- | ---- | ---- | ---- | ---- | ---- | ---- | ------ | ---- |
| Médaille d'or      | Jean Galfione     | France         |      | O    | -    | XO   | O    | O    | X-   | XX   | 5,92   | OR   |
| Médaille d'argent  | Igor Trandenkov   | Russie         |      |      | O    | -    | XX-  | O    | -    | XXX  | 5,92   | OR   |
| Médaille de bronze | Andrei Tivontchik | Allemagne      |      | XO   | -    | XO   | XO   | XO   | XXX  |      | 5,92   | OR   |
| 4                  | Igor Potapovich   | Kazakhstan     |      |      | O    | -    | O    | X-   | XX   |      | 5,86   |      |
| 5                  | Pyotr Bochkaryov  | Russie         |      | XO   | -    | XO   | O    | XX-  | X    |      | 5,86   |      |
| 6                  | Dmitri Markov     | Biélorussie    | O    | O    | XO   | XXO  | XO   | XXX  |      |      | 5,86   |      |
| 7                  | Tim Lobinger      | Allemagne      |      | O    | O    | O    | X-   | XX   |      |      | 5,80   |      |
| 8                  | Lawrence Johnson  | États-Unis     | O    | O    | O    | XXX  |      |      |      |      | 5,70   |      |
| 9                  | Alain Andji       | France         | O    | O    | XXO  | XXX  |      |      |      |      | 5,70   |      |
| 9                  | Michael Stolle    | Allemagne      | O    | O    | XXO  | XXX  |      |      |      |      | 5,70   |      |
| 11                 | Danny Krasnov     | Israël         | O    | O    | XXX  |      |      |      |      |      | 5,60   |      |
| 11                 | Jeff Hartwig      | États-Unis     | O    | O    | XXX  |      |      |      |      |      | 5,60   |      |
| 13                 | Scott Huffman     | États-Unis     | XO   | O    | XXX  |      |      |      |      |      | 5,60   |      |
| 14                 | Riaan Botha       | Afrique du Sud | O    | XO   | -    | XXX  |      |      |      |      | 5,60   |      |

## Légende
Records et Performances
- AR : Record continental (area record)
- CR : Record des championnats (championship record)
- MR : Record du meeting (meet record)
- NR : Record national (national record)
- OR : Record olympique (olympic record)
- PR : Record paralympique (paralympic record)
- PB : Record personnel (personal best)
- SB : Meilleure performance personnelle de la saison (season's best)
- WL : Meilleure performance mondiale de l'année (world leader)
- WJR : Record du monde junior (world junior record)
- WR : Record du monde (world record)

Circonstances et Conditions
- DNF : N'a pas terminé (did not finish)
- DNS : N'a pas pris le départ (did not start)
- DQ : Disqualification (disqualification)
- NM : Aucun essai valable enregistré (No Mark)
- Q : Qualifié « directement » au prochain tour (ou à la prochaine compétition), lors d'une compétition majeure, grâce au classement ou à la réalisation des minima (automatic qualifier)
- q : Qualifié au prochain tour (ou à la prochaine compétition), lors d'une compétition majeure, grâce au repêchage ou à la réalisation de l'une des meilleures performances parmi celles des « non qualifiés directement » (grâce au meilleur temps ou à la meilleure distance par exemple) (secondary qualifier)